# Municipio de Tetovo
El municipio de Tetovo (en idioma macedonio: Општина Тетово) es uno de los ochenta y cuatro municipios en los que se subdivide administrativamente Macedonia del Norte.

## Geografía
Este municipio se encuentra localizado en el territorio que abarca la región estadística de Polog. 

## Población
La superficie de este municipio abarca una extensión de territorio de unos 261,89 kilómetros cuadrados. La población de esta división administrativa se encuentra compuesta por un total de 86.580 personas (según las cifras que arrojaron el censo llevado a cabo en el año 2002). Mientras que su densidad poblacional es de unos 331 habitantes por cada kilómetro cuadrado aproximadamente.